# Buddy Holly (Weezer)
"Buddy Holly" is een nummer van de Amerikaanse rockband Weezer, geschreven door Rivers Cuomo. Het is de tweede single van het debuutalbum Weezer (ook bekend als The Blue Album) van de band uit 1994. Het nummer werd uitgebracht op wat de 58e verjaardag van Buddy Holly zou zijn. Het nummer bereikte de tweede plaats in de Amerikaanse Mainstream Rock Tracks-hitlijst en plek 34 in de Amerikaanse Modern Rock Tracks-hitlijst. In het Verenigd Koninkrijk haalde de plaat de 12e positie, in Nederland de 31e. Volgens muziektijdschrift Rolling Stone staat het nummer nét (op nr. 499) in de The 500 Greatest Songs of All Time-lijst. In 2006 kreeg de single het predicaat gouden plaat van de RIAA. Volgens VH1 is het een van de honderd beste nummers uit de jaren 90.

## Videoclip
De videoclip van "Buddy Holly" werd geregisseerd door Spike Jonze.
In de videoclip wordt het nummer opgevoerd door Weezer in de cafetaria Arnold's Drive-In diner uit de populaire comedyserie Happy Days. In de video worden nieuwe beelden van de band gecombineerd met fragmenten uit de serie. Happy Days-acteur Al Molinaro speelt een cameo in de clip.
Bij de installatie-cd van Microsoft Windows 95 werd een kopie van de videoclip meegeleverd. Als gevolg werd het nummer opeens populair, en Weezer won er een prijs bij MTV mee.

## NPO Radio 2 Top 2000
Buddy Holly stond alleen in 2015 in de NPO Radio 2 Top 2000, op plek 1813.